# Vanessa braziliensis
Espèce
Synonymes
- Vanessa virginiensis brasiliensis Brown & Mielke, 1967[2]

Vanessa braziliensis est une espèce de papillons de la famille des Nymphalidae, de la sous-famille des Nymphalinae et du genre Vanessa.

## Systématique
L'espèce Vanessa braziliensis a été décrite en 1883 par Frederic Moore sous le protonyme de Pyrameis braziliensis.
La question espèce distincte ou sous-espèce de Vanessa virginiensis reste posée.

## Noms vernaculaires
Vanessa braziliensis se nomme Brazilian Painted Lady en anglais .

## Description
Vanessa braziliensis est un moyen à grand papillon, au dessus des ailes antérieures de couleur noire et une partie basale rose avec des antérieures ornées de petites taches blanches à l'apex alors que les postérieures elles aussi avec une partie basale rose ont une bordure orange ponctuée d'ocelles noirs.
Le revers des postérieures est ocre terne à bandes ocre pâle, avec une bande rose aux antérieures et de gros ocelles submarginaux aux postérieures.

## Biologie

### Plantes hôtes
Les plantes-hôtes de ses chenilles sont diverses ( Asteraceae, Malvaceae et Scrophulariaceae).

## Écologie et distribution
Vanessa braziliensis est présent dans le Sud de l'Amérique du Sud, en Équateur, au Pérou, au Brésil, en Bolivie, au Venezuela, au Paraguay, en Uruguay et dans le Nord de l'Argentine,.

### Biotope
Ce papillon vit dans divers habitats entre 1 800 et 3 500 m.

### Période de vol et hivernation
L'été (en décembre), cette espèce est observée comme migrateur dans les îles Falkland

### Protection
Pas de statut de protection particulier.